# 中國香港賽艇協會
中國香港賽艇協會（Hong Kong, China Rowing Association）是香港特別行政區政府唯一認可推廣賽艇運動的體育總會。該組織的前身為1978年成立的香港業餘划艇協會。2003年，它易名為現今的名字。現時，中國香港賽艇協會是國際划船總會及亞洲划船總會的成員，旗下的主要比賽包括香港賽艇錦標賽、香港大學賽艇賽和兩大賽艇錦標賽。

## 資料來源
1. ↑  .   [2013-12-03]. （原始内容存档于2013-12-06）.

## 外部連結
- 官方网站 （页面存档备份，存于）